# Абузусная головная боль
Подвид лекарственно-индуцированной головной боли, развивающийся при избыточном применении обезболивающих средств (10 или 15 дней в месяц и более в зависимости от вида препарата) и обычно облегчающийся после его отмены. Характеризуется возникновением головной боли в течение 15 и более дней в месяц на протяжении более 3 месяцев.

## Клиника[1]
Напоминает головную боль напряжённого типа (ГБН) и проявляется почти ежедневными тупыми болями во всей голове давящего или сжимающего характера незначительной или умеренной интенсивности. Однако, есть и характерные отличия:
1. наибольшая сила боли отмечается, как правило, утром,
2. нередко головная боль пробуждает пациентов, вынуждая принимать обезболивающий препарат.

Типичны жалобы на ощущение усталости, дурноты, снижение работоспособности, трудности концентрации внимания, раздражительность, нарушения сна; возможен страх появления или усиления боли, что заставляет пациентов принимать анальгетик заранее, до появления боли.
Поскольку лекарственный абузус является одним из ведущих факторов хронизации первичных головных болей, присоединение ЛИГБ существенно ухудшает течение ГБН, приводя к увеличению числа болевых эпизодов вплоть до развития Хронической ГБН. Основную группу риска по развитию ЛИГБ составляют пациенты с часто той эпизодов ГБН от  8 до 10 месяц и более.

## Диагностика[1]
Основана на анализе характера головной боли, исходного типа головной боли и сведений о числе и кратности приема обезболивающих. Важнейшим параметром является «число доз обезболивающих, принимаемых пациентом в месяц». Дневник головной боли существенно облегчает получение необходимой информации. Поскольку методов обследования, подтверждающих диагноз ЛИГБ, не существует, направление пациентов на дополнительные исследования нецелесообразно.

### Обобщенные диагностические критерии (МКГБ-3)
1. Головная боль, возникающая >15 дней в месяц у пациента, исходно имеющего головную боль.
2. Регулярное (на протяжении более чем 3 месяцев) злоупотребление одним или более препаратами для купирования острого приступа и/или симптоматического лечения головной боли.
3. Головная боль не соответствует в большей степени другому диагнозу из МКГБ-3.[2]

## Лечение
Устранение абузуса — необходимое условие успешной профилактической терапии головной боли: показано, что пациенты плохо откликаются на профилактическое лечение до тех пор, пока не будет выявлен и устранен абузусный фактор. Даже если головная боль не отвечает всем критериям ЛИГБ, и для врача, и для пациента важным является сам факт выявления лекарственного абузуса.